# جشنواره بین‌المللی تئاتر دانشگاهی ایران

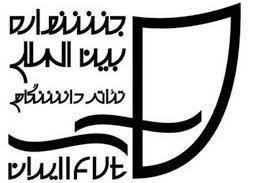

جشنواره بین‌المللی تئاتر دانشگاهی ایران نام جشنواره‌ای است که از سال ۱۳۷۶ برگزار شده و نمایش‌های دانشگاهی را مورد ارزیابی قرار می‌دهد. تاکنون ۲۳ دوره از این جشنواره برگزار شده‌است.
بخش‌های مختلف چشنواره عبارتند از:
1. بخش مسابقه صحنه دانشجویان رشته تئاتر
2. بخش مسابقه صحنه دانشجویان دانشگاه‌های فاقد رشته تئاتر
3. بخش مدرسان دانشگاه (مدرسان گرایش‌های مختلف هنرهای نمایشی مراکز آمورش عالی)
4. بخش پایان‌نامه‌های برگزیده
5. بخش نمایش‌های خیابانی
6. بخش نمایشنامه خوانی
7. بخش نمایش‌های رادیویی
8. بخش پژوهش (جایزه دکتر فرهاد ناظر زاده کرمانی)
9. بخش مسابقه نمایشنامه نویسی (جایزه استاد اکبر رادی)
10. بخش مسابقه پوستر تئاتر
11. بخش بین‌الملل
12. بخش مسابقه عکس تئاتر[۲] [۳]
13. بخش تله تئاتر[۲]
14. بخش تئاتر دورنما (ویژه دوره بیست و دوم جشنواره)

متقاضیان شرکت در جشنواره باید دانشجو بوده یا فارغ‌التحصیل جدید یکی از مراکز آموزش عالی باشند. این شرط برای متقاضیان بخش مدرسان و پایان‌نامه‌ها نیاز نیست. برای حمایت از دانشجویان رشته‌های غیر تئاتری، بخش مسابقه صحنه‌ای ویژه این دانشجویان جداگانه برگزار می‌شود اما در دیگر بخش‌ها شرکت کلیه دانشجویان اعم از تئاتری یا غیر تئاتری بلامانع است و محدودیتی از نظر رشته دانشگاهی وجود ندارد. همچنین بخشی ویژه مدرسان گرایش‌های مختلف هنرهای نمایشی است.
در کنار بخش‌های مختلف چشنواره، کارگاه‌ها و سخنرانی‌هایی نیز در این جشنواره برگزار می‌شود.
به گفتهٔ وب‌گاه جشنواره، در مرحله بازخوانی متون، مسائل فنی و تکنیکی نمایشنامه و متون پیشنهادی و محتوای آثار هر دو مورد بررسی قرار می‌گیرند و در مورد متون خارجی، ایرانی چاپ شده و متون تکراری مهمترین ملاک برای انتخاب اثر، طرح و ایده کارگردانی است.
شکل‌گیری جشنواره تئاتر دانشگاهی به سال ۱۳۷۶ بازمی‌گردد که مجامع کانون‌های فرهنگی هنری دانشجویان توسط وزارت علوم تأسیس گشت.
به گفتهٔ دبیر جشنواره پان‌ماشین، «یکی از علت‌های برگزاری این جشنواره به آثاری برمی‌گردد که در جشنواره تئاتر دانشگاهی به دلایل مختلف و برخی سیاست‌گذاری‌ها حذف شدند و اینکه آثاری که قابلیت اجرایی بالایی داشتند، بتوانند در این جشنواره حضور پیدا کنند.
رییس هجدهمین جشنواره تئاتر دانشگاهی مجید سرسنگی بوده است.

## دیدگاه‌ها و نقدها
نادر برهانی مرند نویسنده و کارگردان تئاتر و داور جشنواره می‌گوید در جریان داوری نمایشنامه‌نویسی، هر ساله با سیل نمایشنامه‌ها، ساختارها و انسان‌های متفاوت مواجه می‌شود. او معتقد است «در این فضای تئاتر محافظه کارانه، نگاه جسورانه و نو دانشجویان را دوست دارم و فوق العاده به این بخش امیدوارم، هرچند نسبت به دوره قبل، کیفیت آثار اندکی افت داشته‌است که ممکن است این به دلیل شرایط فرهنگی و اجتماعی جامعه باشد. اما در همین دوره نیز شاهد آثار درخور توجهی بودم که معتقدم اگر این نمایشنامه‌های زیبا بتوانند در فضای حرفه‌ای اجرا شوند دیگر کسی نمی‌تواند از نبود نمایشنامه خوب گله مند باشد.» «در بین جوانان دانشگاهی ما کسانی هستند که با نوع نگاه روشنفکرانه و حرفه‌ای خود می‌توانند در آینده بدنه تئاتر حرفه‌ای کشور را دگرگون کنند.»
اما علی اکبر علیزاد کارگردان تئاتر و مدرس دانشگاه معتقد است «نفس وجود جشنواره‌ای مثل جشنواره تئاتر دانشگاهی مثبت است اما اگر بخواهیم روند این جشنواره را از ابتدا بررسی کنیم، می‌بینیم هرچه از دوره‌های جشنواره گذشته‌است وضعیت آن بدتر شده‌است و این اتفاق زمانی افتاد که نظارت ارگان‌های دولتی بر روی جشنواره بیشتر شده در حال حاضر جشنواره دانشگاهی یک ویترینی برای مدیران است که آمار ارائه دهند.» «الان جشنواره تئاتر دانشگاهی ما به جشنواره‌ای خنثی تبدیل شده‌است که متأسفانه خیلی از مشکلاتی که در تئاتر و جشنواره فجر ما دیده می‌شود به جشنواره دانشگاهی هم منتقل شده‌است و در واقع تئاتر دانشجویی ما همان کارهایی که در جشنواره فجر وجود دارد را بازتولید می‌کند.» او مشکلات مالی و کمبود بودجه را نیز از مشکلات مهم آن می‌داند.